# Saint-Pierreville
Saint-Pierreville är en kommun i departementet Ardèche i regionen Auvergne-Rhône-Alpes i sydöstra Frankrike. Kommunen ligger  i kantonen Saint-Pierreville som ligger i arrondissementet Privas. År 2022 hade Saint-Pierreville 515 invånare.

## Befolkningsutveckling
Antalet invånare i kommunen Saint-Pierreville
Referens: INSEE